# Списак добитника Женске награде за белетристику
Женска награда за белетристику (раније названа Orange Prize for Fiction (1996–2006 и 2009–2012), Orange Broadband Prize for Fiction (2007–2008) и Baileys Women's Prize for Fiction (2014–2017)) је једна од награда Уједињеног Краљевства, најпрестижније књижевне награде, које се сваке године додељују жени ауторки било које националности за најбољи оригинални роман написан на енглеском језику и објављен у Уједињеном Краљевству претходне године.

## Историјат
Награда је установљена да би се одало признање доприносу списатељица, за које је Мосова веровала да су често занемарене у другим великим књижевним наградама, и као реакција на ужи избор за Букерову награду за 1991. за све мушкарце. Добитник награде добија 30.000 фунти, заједно са бронзаном скулптуром Беси коју је креирала уметница Гризел Нивен, сестра глумца и писца Дејвида Нивена. Обично се дуга листа номинованих објављује око марта сваке године, а затим ужи избор у јуну; и у року од неколико дана буде проглашен победник. Победника бира одбор од "пет водећих жена" сваке године.  Судије су 2005. године Мало острво Андреа Левија прогласиле „Orange of Oranges”, најбољим романом претходне деценије.
Би-Би-Си сугерише да ова награда чини део „тројства“ књижевних награда Уједињеног Краљевства, заједно са Букеровом наградом и Costa Book Awards; значајно је повећана продаја радова номинованих за ове награде. Левијева победничка књига из 2004. продата је у скоро милион примерака (у поређењу са мање од 600.000 за добитника Букерове награде исте године), док се продаја књиге Хелен Данмор Чаролија зиме учетворостручила након што је добила прву награду. Награда Валери Мартин за 2003. довела је до десетоструког повећања продаје њених романа након награде, а британске библиотеке, које често подржавају награду разним промоцијама, пријавиле су успех у упознавању људи са новим ауторима: „48% је рекло да су испробали нове ауторе писаца као резултат промоције, а 42% је рекло да ће пробати друге књиге нових аутора које су прочитали“.
Међутим, чињеница да награда издваја писце није без контроверзи. Након што је награда основана, Оберон Во јој је дао надимак „Лимунова награда”, док је Џермејн Грир тврдила да ће ускоро бити награда за "писце са црвеном косом". Добитник Букерове награде за 1990, Антонија Сузан Бајат, назвала ју је „сексистичком наградом“, тврдећи да „таква награда никада није била потребна“. Године 1999., председавајућа судија, Лола Јанг, рекла је да је британска белетристика коју су тражили да процене спада у две категорије, или „острво и парохијално” или „домаће на шаљив начин”, за разлику од америчких аутора који „узимају мале, интимне приче и поставити их насупрот овом огромном физичком и културном пејзажу који је веома привлачан." Линда Грант је претрпела оптужбе за плагијат након своје награде 2000. године, док је следеће године панел мушких критичара направио сопствени ужи избор и жестоко критиковао истински ужи избор. Иако пуна хвале за добитника награде за 2007, председница жирија Мјуриел Греј је осудила чињеницу да је ужи избор морао да се смањи због „много блата“, док је бивши уредник Тајмса Сајмон Џенкинс назвао „сексистичким”. У 2008, писац Тим Лот назвао је награду „сексистичким триком ”и рекао: „Наранџаста награда је сексистичка и дискриминаторна и треба је избегавати”.
Барбара Кингсолвер је једина ауторка која је два пута освојила награду, и то 2010. за The Lacuna и 2023. за Demon Copperhead . Маргарет Атвуд је три пута номинована без победе. Хилари Мантел је три пута била у ужем избору без победе, за Beyond Black (2005) и прва два романа у њеној трилогији о Тјудорима, Wolf Hall(2009) и Bring Up The Bodies (2012), који су оба добили Букерову награду. Трећа књига у трилогији, The Mirror and the Light, ушла је у ужи избор у априлу 2020, године у којој је награда (обично додељивана у мају) одложена за септембар. Од инаугурационе награде Хелен Данмор, британски писци су освајали пет пута, док су северноамерички аутори ту награду добијали десет пута.
Награда је првобитно требало да буде додељивана од 1994. године уз подршку Mitsubishi, али је јавна полемика око вредности награде довела је до повлачења спонзорства. Финансирање компаније Orange, оператера мобилне мреже у Уједињеном Краљевству и провајдера интернет услуга, омогућило је да награду 1996. године покрене комитет „новинара, рецензената, агената, издавача, библиотекара, продаваца књига“, укључујући садашњу почасну директорку Кејт Мос. У мају 2012. објављено је да ће Orange престати са спонзорством награде. Године 2012. награда је званично била позната као „Женска награда за фикцију“, а спонзорисали су је „приватни добротвори“ предвођени Чери Блер и списатељицама Џоаном Тролоп и Елизабет Бјукен. У 2013. нови спонзор је постао Baileys. У јануару 2017. компанија је објавила да је последња година да ће спонзорисати награду. У јуну 2017, је најављено да ће награда променити име у једноставно „Женска награда за фикцију“ почевши од 2018. и биће подржана од стране породице спонзора.

## Примаоци

### 1990-е
| Година | Аутор              | Наслов                        | Резултат  | Реф.          |
| ------ | ------------------ | ----------------------------- | --------- | ------------- |
| 1996.  | Хелен Данмор       | A Spell of Winter             | Победник  | [ 31 ]        |
| 1996.  | Џулија Блекберн    | The Book of Colour            | Ужи избор |               |
| 1996.  | Паган Кенеди       | Spinsters                     | Ужи избор |               |
| 1996.  | Ејми Тан           | The Hundred Secret Senses     | Ужи избор |               |
| 1996.  | Ен Тајлер          | Ladder of Years               | Ужи избор |               |
| 1996.  | Меријен Вигинс     | Eveless Eden                  | Ужи избор |               |
| 1997.  | Ен Мајклс          | Fugitive Pieces               | Победник  | [ 32 ] [ 33 ] |
| 1997.  | Маргарет Атвуд     | Alias Grace                   | Ужи избор | [ 33 ]        |
| 1997.  | Дирдри Маден       | One by One in the Darkness    | Ужи избор | [ 33 ]        |
| 1997.  | Џејн Менделсон     | I Was Amelia Earhart          | Ужи избор | [ 33 ]        |
| 1997.  | Ени Пру            | Accordion Crimes              | Ужи избор | [ 33 ]        |
| 1997.  | Манда Скот         | Hen's Teeth                   | Ужи избор | [ 33 ]        |
| 1998.  | Керол Шилдс        | Larry's Party                 | Победник  | [ 34 ] [ 35 ] |
| 1998.  | Керстен Бакис      | Lives of the Monster Dogs     | Ужи избор | [ 35 ]        |
| 1998.  | Полин Мелвил       | The Ventriloquist's Tale      | Ужи избор | [ 35 ]        |
| 1998.  | Ен Пачет           | The Magician's Assistant      | Ужи избор | [ 35 ]        |
| 1998.  | Дирдри Персел      | Love Like Hate Adore          | Ужи избор | [ 35 ]        |
| 1998.  | Анита Шрив         | The Weight of Water           | Ужи избор | [ 35 ]        |
| 1999.  | Сузен Берн         | A Crime in the Neighborhood   | Победник  | [ 36 ]        |
| 1999.  | Џулија Блекберн    | The Leper's Companions        | Ужи избор | [ 37 ]        |
| 1999.  | Мерилин Боверинг   | Visible Worlds                | Ужи избор | [ 37 ]        |
| 1999.  | Џејн Хамилтон      | The Short History of a Prince | Ужи избор | [ 37 ]        |
| 1999.  | Барбара Кингсолвер | The Poisonwood Bible          | Ужи избор | [ 37 ]        |
| 1999.  | Тони Морисон       | Paradise                      | Ужи избор | [ 37 ]        |

### 2000-е
| Година | Аутор                 | Наслов                                          | Резултат  | Реф.                |
| ------ | --------------------- | ----------------------------------------------- | --------- | ------------------- |
| 2000.  | Линда Грант           | When I Lived in Modern Times                    | Победник  | [ 20 ] [ 38 ]       |
| 2000.  | Џуди Бадниц           | If I Told You Once                              | Финалиста | [ 38 ]              |
| 2000.  | Еилис Ни Дуибне       | The Dancers Dancing                             | Финалиста | [ 38 ]              |
| 2000.  | Зејди Смит            | White Teeth                                     | Финалиста | [ 38 ]              |
| 2000.  | Елизабет Страут       | Amy and Isabelle                                | Финалиста | [ 38 ]              |
| 2000.  | Ребека Велс           | Divine Secrets of the Ya-Ya Sisterhood          | Финалиста | [ 38 ]              |
| 2001.  | Кејт Гренвил          | The Idea of Perfection                          | Победник  | [ 21 ] [ 39 ]       |
| 2001.  | Маргарет Атвуд        | The Blind Assassin                              | Финалиста | [ 21 ] [ 39 ]       |
| 2001.  | Џил Досон             | Fred & Edie                                     | Финалиста |                     |
| 2001.  | Розина Липи           | Homestead                                       | Финалиста |                     |
| 2001.  | Џејн Смајли           | Horse Heaven                                    | Финалиста |                     |
| 2001.  | Али Смит              | Hotel World                                     | Финалиста |                     |
| 2002.  | Ен Пачет              | Bel kanto                                       | Победник  | [ 40 ]              |
| 2002.  | Ана Бернс             | No Bones                                        | Финалиста |                     |
| 2002.  | Хелен Данмор          | The Siege                                       | Финалиста |                     |
| 2002.  | Меги Џи               | The White Family                                | Финалиста |                     |
| 2002.  | Клои Хупер            | A Child's Book of True Crime                    | Финалиста |                     |
| 2002.  | Сара Вотерс           | Fingersmith                                     | Финалиста |                     |
| 2003.  | Валери Мартин         | Property                                        | Победник  | [ 34 ]              |
| 2003.  | Ен Донован            | Buddha Da                                       | Финалиста |                     |
| 2003.  | Шена Макај            | Heligoland                                      | Финалиста |                     |
| 2003.  | Керол Шилдс           | Unless                                          | Финалиста |                     |
| 2003.  | Зејди Смит            | The Autograph Man                               | Финалиста |                     |
| 2003.  | Дона Тарт             | The Little Friend                               | Финалиста |                     |
| 2004.  | Андреа Леви           | Мало острво                                     | Победник  | [ 41 ] [ 42 ]       |
| 2004.  | Чимаманда Нгози Адичи | Пурпурни хибискус                               | Финалиста |                     |
| 2004.  | Маргарет Атвуд        | Антилопа и косац                                | Финалиста |                     |
| 2004.  | Ширли Хазард          | The Great Fire                                  | Финалиста |                     |
| 2004.  | Џилијан Слово         | Ice Road                                        | Финалиста |                     |
| 2004.  | Роуз Тремејн          | The Colour                                      | Финалиста |                     |
| 2005.  | Лајонел Шрајвер       | We Need to Talk About Kevin                     | Победник  | [ 2 ] [ 43 ] [ 44 ] |
| 2005.  | Џулз Денби            | Billie Morgan                                   | Финалиста | [ 43 ]              |
| 2005.  | Џејн Гардам           | Old Filth                                       | Финалиста | [ 43 ]              |
| 2005.  | Шери Холман           | The Mammoth Cheese                              | Финалиста | [ 43 ]              |
| 2005.  | Марина Левицка        | A Short History of Tractors in Ukrainian        | Финалиста | [ 43 ]              |
| 2005.  | Мејла Мелој           | Liars and Saints                                | Финалиста | [ 43 ]              |
| 2006.  | Зејди Смит            | On Beauty                                       | Победник  | [ 45 ]              |
| 2006.  | Никол Краус           | The History of Love                             | Финалиста | [ 45 ]              |
| 2006.  | Хилари Мантел         | Beyond Black                                    | Финалиста |                     |
| 2006.  | Али Смит              | The Accidental                                  | Финалиста |                     |
| 2006.  | Кери Тифани           | Everyman's Rules for Scientific Living          | Финалиста | [ 45 ]              |
| 2006.  | Сара Вотерс           | The Night Watch                                 | Финалиста |                     |
| 2007.  | Чимаманда Нгози Адичи | Пола жутог сунца                                | Победник  | [ 46 ]              |
| 2007.  | Рејчел Каск           | Arlington Park                                  | Финалиста |                     |
| 2007.  | Киран Десаи           | The Inheritance of Loss                         | Финалиста |                     |
| 2007.  | Сјаолу Гуо            | A Concise Chinese-English Dictionary for Lovers | Финалиста |                     |
| 2007.  | Џејн Харис            | The Observations                                | Финалиста |                     |
| 2007.  | Ен Тајлер             | Digging to America                              | Финалиста |                     |
| 2008.  | Роуз Тремејн          | The Road Home                                   | Победник  | [ 47 ] [ 48 ]       |
| 2008.  | Ненси Хјустон         | Fault Lines                                     | Финалиста |                     |
| 2008.  | Сејди Џоунс           | The Outcast                                     | Финалиста |                     |
| 2008.  | Шарлот Менделсон      | When We Were Bad                                | Финалиста |                     |
| 2008.  | Хедер О'нил           | Lullabies for Little Criminals                  | Финалиста |                     |
| 2008.  | Патриша Вуд           | Lottery                                         | Финалиста |                     |
| 2009.  | Мерилин Робинсон      | Home                                            | Победник  | [ 49 ]              |
| 2009.  | Елен Фелдман          | Scottsboro                                      | Финалиста | [ 49 ] [ 50 ]       |
| 2009.  | Саманта Харви         | The Wilderness                                  | Финалиста | [ 49 ] [ 50 ]       |
| 2009.  | Саманта Хант          | The Invention of Everything Else                | Финалиста | [ 49 ] [ 50 ]       |
| 2009.  | Дирдри Маден          | Molly Fox's Birthday                            | Финалиста | [ 49 ] [ 50 ]       |
| 2009.  | Камила Шамси          | Burnt Shadows                                   | Финалиста | [ 49 ] [ 50 ]       |

### 2010-е
| Година | Аутор                 | Наслов                                                       | Резултат  | Реф.          |
| ------ | --------------------- | ------------------------------------------------------------ | --------- | ------------- |
| 2010.  | Барбара Кингсолвер    | The Lacuna                                                   | Победник  | [ 51 ]        |
| 2010.  | Роузи Алисон          | The Very Thought of You                                      | Финалиста | [ 51 ]        |
| 2010.  | Атика Лок             | Black Water Rising                                           | Финалиста | [ 51 ]        |
| 2010.  | Хилари Мантел         | Wolf Hall                                                    | Finalist  | [ 51 ]        |
| 2010.  | Лори Мур              | A Gate at the Stairs                                         | Финалиста | [ 51 ]        |
| 2010.  | Моник Рофи            | The White Woman on the Green Bicycle                         | Финалиста | [ 51 ]        |
| 2011.  | Теа Обрехт            | Тигрова жена                                                 | Победник  | [ 52 ]        |
| 2011.  | Ема Донахју           | Соба                                                         | Финалиста | [ 53 ] [ 52 ] |
| 2011.  | Амината Форна         | The Memory of Love                                           | Финалиста | [ 53 ] [ 52 ] |
| 2011.  | Ема Хендерсон         | Grace Williams Says it Loud                                  | Финалиста | [ 53 ] [ 52 ] |
| 2011.  | Никол Краус           | Great House                                                  | Финалиста | [ 53 ] [ 52 ] |
| 2011.  | Кетлин Винтер         | Annabel                                                      | Финалиста | [ 53 ] [ 52 ] |
| 2012.  | Мадлин Милер          | Ахилова песма                                                | Победник  | [ 54 ]        |
| 2012.  | Еси Едугјан           | Half-Blood Blues                                             | Финалиста | [ 54 ] [ 55 ] |
| 2012.  | Ен Енрајт             | The Forgotten Waltz                                          | Финалиста | [ 54 ] [ 55 ] |
| 2012.  | Џорџина Хардинг       | Painter of Silence                                           | Финалиста | [ 54 ] [ 55 ] |
| 2012.  | Синтија Озик          | Foreign Bodies                                               | Финалиста | [ 54 ] [ 55 ] |
| 2012.  | Ен Пачет              | State of Wonder                                              | Финалиста | [ 54 ] [ 55 ] |
| 2013.  | A. M. Homes           | May We Be Forgiven                                           | Победник  | [ 56 ]        |
| 2013.  | Кејт Аткинсон         | Life After Life                                              | Финалиста |               |
| 2013.  | Барбара Кингсолвер    | Flight Behaviour                                             | Финалиста |               |
| 2013.  | Хилари Мантел         | Bring Up the Bodies                                          | Финалиста |               |
| 2013.  | Марија Семпл          | Where'd You Go, Bernadette                                   | Финалиста |               |
| 2013.  | Зејди Смит            | NW                                                           | Финалиста |               |
| 2014   | Ејмир Макбрајд        | A Girl Is a Half-formed Thing                                | Победник  | [ 57 ]        |
| 2014   | Чимаманда Нгози Адичи | Американа (роман)                                            | Финалиста | [ 58 ]        |
| 2014   | Хана Кент             | Burial Rites                                                 | Финалиста | [ 58 ]        |
| 2014   | Џампа Лахири          | The Lowland                                                  | Финалиста | [ 58 ]        |
| 2014   | Одри Маги             | The Undertaking                                              | Финалиста | [ 58 ]        |
| 2014   | Дона Тарт             | Чешљугар                                                     | Финалиста | [ 58 ]        |
| 2015.  | Али Смит              | How to Be Both                                               | Победник  | [ 59 ] [ 60 ] |
| 2015.  | Рејчел Каск           | Обрис                                                        | Финалиста | [ 59 ] [ 60 ] |
| 2015.  | Лалин Пол             | The Bees                                                     | Финалиста | [ 59 ] [ 60 ] |
| 2015.  | Камила Шамси          | Бог у сваком камену                                          | Финалиста | [ 59 ] [ 60 ] |
| 2015.  | Ен Тајлер             | Калем плавог конца                                           | Финалиста | [ 59 ] [ 60 ] |
| 2015.  | Сара Вотерс           | The Paying Guests                                            | Финалиста | [ 59 ] [ 60 ] |
| 2016.  | Лиса Макинерни        | Свете јереси                                                 | Победник  | [ 61 ]        |
| 2016.  | Синтија Бонд          | Ruby                                                         | Финалиста |               |
| 2016.  | Ен Енрајт             | The Green Road                                               | Финалиста |               |
| 2016.  | Елизабет Макензи      | The Portable Veblen                                          | Финалиста |               |
| 2016.  | Хана Мери Ротшилд     | The Improbability of Love                                    | Финалиста |               |
| 2016.  | Ханја Јанагихара      | A Little Life                                                | Финалиста |               |
| 2017.  | Наоми Алдерман        | Снага                                                        | Победник  | [ 62 ]        |
| 2017.  | Ајобами Адебајо       | Stay With Me                                                 | Финалиста | [ 63 ]        |
| 2017.  | Линда Грент           | The Dark Circle                                              | Финалиста | [ 63 ]        |
| 2017.  | Ц. Е. Морган          | The Sport of Kings                                           | Финалиста | [ 63 ]        |
| 2017.  | Гвендолин Рајли       | First Love                                                   | Финалиста | [ 63 ]        |
| 2017.  | Медлин Тјен           | Немој рећи да немамо ништа                                   | Финалиста | [ 63 ]        |
| 2018.  | Камила Шамси          | Кућа у пламену                                               | Победник  | [ 64 ]        |
| 2018.  | Елиф Батуман          | The Idiot                                                    | Финалиста | [ 65 ]        |
| 2018.  | Imogen Hermes Gowar   | The Mermaid and Mrs. Hancock                                 | Финалиста | [ 65 ]        |
| 2018.  | Џеси Грингрес         | Sight                                                        | Финалиста | [ 65 ]        |
| 2018.  | Мина Кандасами        | When I hit you: or, a Portrait of the Writer as a Young Wife | Финалиста | [ 65 ]        |
| 2018.  | Џесмин Ворд           | Sing, Unburied, Sing                                         | Финалиста | [ 65 ]        |
| 2019.  | Тајари Џоунс          | An American Marriage                                         | Победник  |               |
| 2019.  | Пет Баркер            | Ћутање девојака                                              | Финалиста | [ 66 ]        |
| 2019.  | Ојинкан Брејтвејт     | Моја сестра серијски убица                                   | Финалиста | [ 66 ]        |
| 2019.  | Ана Бернс             | Млекаџија                                                    | Финалиста | [ 66 ]        |
| 2019.  | Дајана Еванс          | Ordinary People                                              | Финалиста | [ 66 ]        |
| 2019.  | Мадлин Милер          | Кирка                                                        | Финалиста | [ 66 ]        |

### 2020-е
| Година | Аутор               | Наслов                                    | Резултат  | Реф.          |
| ------ | ------------------- | ----------------------------------------- | --------- | ------------- |
| 2020.  | Меги О'Фарел        | Hamnet                                    | Победник  | [ 67 ]        |
| 2020.  | Енџи Круз           | Dominicana                                | Финалиста | [ 68 ]        |
| 2020.  | Бернардин Еваристо  | Girl, Woman, Other                        | Финалиста | [ 68 ]        |
| 2020.  | Натали Хејнс        | A Thousand Ships                          | Финалиста | [ 68 ]        |
| 2020.  | Хилари Мантел       | The Mirror and the Light                  | Финалиста | [ 68 ]        |
| 2020.  | Џени Офил           | Weather                                   | Финалиста | [ 68 ]        |
| 2021.  | Сузана Кларк        | Piranesi                                  | Победник  | [ 69 ]        |
| 2021.  | Брит Бенет          | The Vanishing Half                        | Финалиста | [ 70 ]        |
| 2021.  | Клер Фулер          | Unsettled Ground                          | Финалиста | [ 70 ]        |
| 2021.  | Ја Џаси             | Скривено царство                          | Финалиста | [ 70 ]        |
| 2021.  | Чери Џоунс          | How the One-Armed Sister Sweeps Her House | Финалиста | [ 70 ]        |
| 2021.  | Патриша Локвуд      | Ово нико не помиње                        | Финалиста | [ 70 ]        |
| 2022.  | Рут Озеки           | The Book of Form and Emptiness            | Победник  | [ 71 ]        |
| 2022.  | Лиса Ален-Агостини  | The Bread the Devil Knead                 | Финалиста | [ 72 ]        |
| 2022.  | Луиз Ердрич         | The Sentence                              | Финалиста | [ 72 ]        |
| 2022.  | Мег Мејсон          | Sorrow and Bliss                          | Финалиста | [ 72 ]        |
| 2022.  | Елиф Шафак          | The Island of Missing Trees               | Финалиста | [ 72 ]        |
| 2022.  | Меги Шипстед        | Great Circle                              | Финалиста | [ 72 ]        |
| 2023.  | Барбара Кингсолвер  | Demon Copperhead                          | Победник  | [ 73 ]        |
| 2023.  | Џеклин Крукс        | Fire Rush                                 | Финалиста | [ 74 ] [ 75 ] |
| 2023.  | Луиза Алисон Кенеди | Trespasses                                | Финалиста | [ 74 ]        |
| 2023.  | Присила Морис       | Black Butterflies                         | Финалиста | [ 74 ]        |
| 2023.  | Меги О'Фарел        | The Marriage Portrait                     | Финалиста | [ 74 ]        |
| 2023.  | Лалин Пол           | Pod                                       | Финалиста | [ 74 ]        |